# Nicolae Nicoleanu
Nicolae Nicoleanu (născut Neagoe Tomoșoiu; n. 16 iunie 1835, Săcele, Imperiul Austriac – d. 7 aprilie 1871, Pantelimon, Ilfov, România) a fost un poet român de origine transilvăneană.

## Biografie
Născut în Cernatu Săcelelor, un sat de lângă Brașov în Imperiul Austriac, a trecut în Țara Românească pentru a participa la seminarul episcopal din Buzău, urmat de Colegiul Național din Craiova. În vârstă de 23 de ani, a plecat la Paris, întorcându-se după trei luni după ce a trecut prin Berlin și Anvers. Și-a început cariera jurnalistică la Românul lui C. A. Rosetti.
La vârsta de 27 de ani, după ce s-a mutat în Moldova, a fost funcționar român; la 29 de ani, a fost inspector școlar în capitala provinciei Iași. Apoi a lucrat ca funcționar la arhivele de stat; a petrecut un an ca inspector școlar pentru județele Iași, Vaslui și Fălciu; a fost funcționar în Ministerul Educației și secretar la arhivele de stat din capitala București. A înnebunit la vârsta de 33 de ani și nu s-a mai recuperat, murind într-un ospiciu din Pantelimon.

## Opera
Singura sa carte publicată, o colecție de versuri numită Poezii și prefațată de Iacob Negruzzi, a apărut la Iași în 1865.

## Recunoașteri
O stradă din sectorul 1 din București poartă numele poetului.